# Hoplangia
Hoplangia is een geslacht van neteldieren uit de klasse van de Anthozoa (bloemdieren).

## Soort
- Hoplangia durotrix Gosse, 1860